# Canon EOS 7D
Canon EOS 7D är en digital systemkamera från Canon. Den lanserades 1 september 2009. Kameran har en APS-C-sensor av CMOS-typ med 18 megapixels upplösning. Kameran är främst avsedd för semiprofessionella fotografer och avancerade amatörer. Modellen är inte tänkt att efterträda Canon EOS 50D utan placeras i ett högre prissegment. Bland direkta konkurrenter kan nämnas Nikon D300s och Pentax K-7. 

## Teknik i urval
- 18 megapixel CMOS-sensor
- Virtuell horisont med dubbla axlar
- ISO 100–12 800
- 8.0 bilder/s
- Dubbla DIGIC 4-processorer
- 3,0" skärm, 920 000 punkter med Live view
- Utbyggd filmfunktion i Full-HD med valbar upplösning och bildfrekvens (1080p, 720p samt 24, 25, 30, 50 eller 60 b/s)
- Helt ny autofokus med 19 punkter, alla korslagda och med flera olika autofokusmetoder
- Ny exponeringsmätning med 63 zoner
- Möjlighet att styra andra blixtar med kamerans inbyggda blixt
- 100% täckning i sökarbilden